# Messerln
Messerln ist ein traditionelles Geschicklichkeitsspiel, das von zwei Spielern mit Trattenbacher Taschenfeiteln gespielt wird. Ziel des Spiels ist es, mit kunstvollen Messerwürfen zuerst 1000 Punkte zu erreichen. Messerln wird bevorzugt in Ober- und Niederösterreich sowie dem Salzburger Land in etwa 30 Feitlklubs gespielt. Im Jahr 2015 wurde das Messerln als Bestandteil der Trattenbacher Taschenfeitel Erzeugung in das Immaterielle Kulturerbe der UNESCO aufgenommen. 

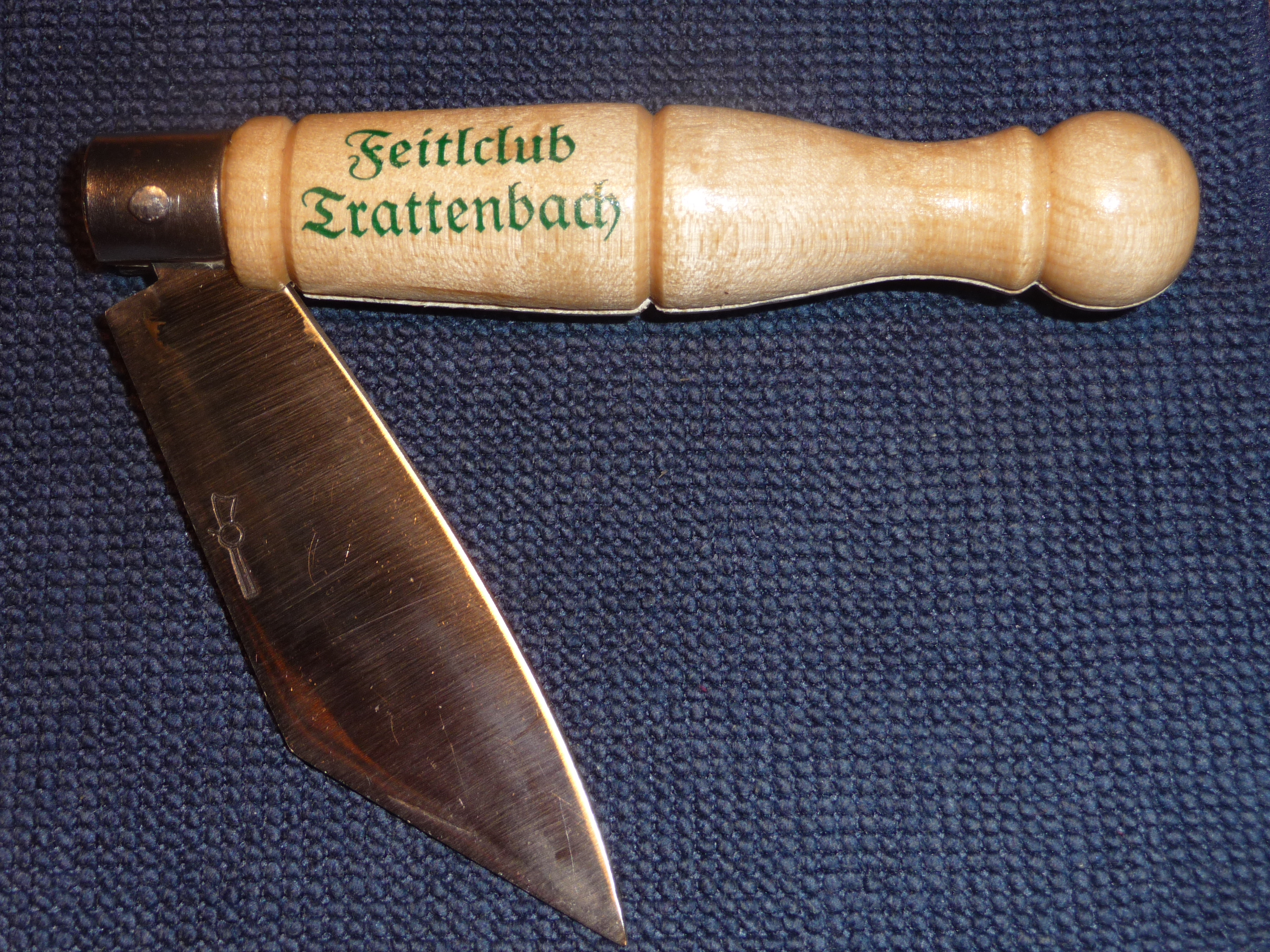
Spielgerät Trattenbacher Taschenfeitel

## Spielregeln
Ursprünglich wurde das Messerln häufig auf Wirtshaus- oder Küchenbänken oder in der Natur auf Baumstämmen gespielt. Heute wird als Spielunterlage ein mindestens 20 cm breites Fichtenholzbrett verwendet, auf dem beide Spieler rittlings, einander zugewandt sitzen.
Das Spielgerät, ein straff eingestellter Taschenfeitel, mit einer scharfen, spitzwinkligen Klinge wird ungefähr 90 Grad geöffnet und aus einer Höhe von einem halben Meter auf das Fichtenholzbrett geworfen. Gültig ist ein Wurf nur dann, wenn das Messer mit der Spitze im Spielbrett steckenbleibt. Rutscht die Klinge ab oder bleibt das Messer nicht stecken, gilt dies als Fehlwurf und der andere Spieler darf den nächsten Wurf ausführen.
Gewonnen hat derjenige Spieler, der als Erster die 1000 Spielpunkte erreicht. Unterschiedlich technisch anspruchsvolle Würfe werden dabei mit einer fest vorgeschriebenen Punktezahl bewertet. Jeder Wurf muss dabei nach einer speziellen Regel ausgeführt werden.
- Der Zehnerwurf  (Kleingeld) ist der einfachste Wurf, wobei das V-förmige, nach oben geöffnete Messer – am Heft mit drei Fingern, mit der anderen Hand die Klinge gehalten – ruckartig nach hinten geworfen wird. Nach einer halben Umdrehung bleibt der erfolgreiche Wurf im Spielbrett stecken und der Spieler erhält 10 Punkte gutgeschrieben, wenn das Heft gleichzeitig auf dem Brett aufliegt. Lassen sich ein oder mehrere Finger zwischen Griffende des Messers und Spielbrett schieben, zählen die Anzahl der Finger, die den Zwischenraum ausfüllen als Multiplikator (z. B. drei Finger, also 3 mal 10 Punkte = 30 Punkte)
- Die Hunderterwürfe (100er / 200er / 300er / 400er / 500er / 600er / 700er / 800er / 900er) unterscheiden sich durch die unterschiedliche Ausgangsgriffhaltung, die Anzahl der benutzten Finger beim Abwurf sowie die Anzahl und Richtung der Salti, die ein Feitl in der Luft ausführen muss. Einige Würfe (der 700er und der 800er-Wurf) werden mit einem gestreckten Feitl ausgeführt.
- Der Tausenderwurf, auch Siegerwurf genannt, wird im Stehen ausgeführt. Ein völlig gestreckter Feitel wird mit der nach hinten zeigenden Schneide auf den Scheitel des Kopfs des Spielers aufgestellt und mit einer Bewegung vorwärts in den Flug versetzt, so dass der Feitel nach einem oder zwei Salti im Brett steckenbleibt.[2][3]

Das Messerln wird heute in Feitlclubs turniermäßig gespielt. Um das Messerln haben sich in den Vereinen zahlreiche Traditionen entwickelt. In vielen traditionellen Feitlklubs grüßt man sich mit dem Gruß Feitel auf!. Das Mitführen des eigenen Taschenfeitels ist in den meisten Klubs Pflicht; das Vergessen wird mit einem Obolus in die Klubkasse bestraft.
Als lebendige Tradition, die die heutige Verwendung des Trattenbacher Taschenfeitels veranschaulicht, wurde das Messerln als Bestandteil des Immaterielles Kulturerbe der UNESCO am 23. September 2015 ausgezeichnet.